# ژاکلین ابرادورز
ژاکلین اُبرادورز (انگلیسی: Jacqueline Obradors؛ زادهٔ ۶ اکتبر ۱۹۶۶) بازیگر اهل ایالات متحده آمریکا و آرژانتینی‌الاصل است.
از فیلم‌ها یا مجموعه‌های تلویزیونی که وی در آن‌ها نقش داشته است، می‌توان به ان‌سی‌آی‌اس، شش روز، هفت شب، عبور از مرز و سوپ تورتیا اشاره نمود.